# Avetianella buprestidis
Avetianella buprestidis är en stekelart som beskrevs av Gordh och Trjapitzin 1981. Avetianella buprestidis ingår i släktet Avetianella och familjen sköldlussteklar. Inga underarter finns listade.